# Nia Abdallah
Nia Nicole Abdallah (Houston, 24 gennaio 1984) è un'ex taekwondoka statunitense.

## Carriera
Si avvicina alle arti marziali a 9 anni. Alle Olimpiadi di Atene 2004 vinse una medaglia d'argento, che è il suo traguardo più alto. Non riuscì a prendere parte ad altre edizioni dei Giochi olimpici, ritirandosi nel 2012.

## Palmarès
| Anno | Manifestazione      | Sede          | Evento | Risultato |
| ---- | ------------------- | ------------- | ------ | --------- |
| 2003 | Giochi panamericani | Santo Domingo | 57 kg  | Bronzo    |
| 2004 | Giochi olimpici     | Atene         | 57 kg  | Argento   |
| 2006 | Panamericani        | Buenos Aires  | 63 kg  | Argento   |
| 2007 | Mondiali            | Pechino       | 63 kg  | Bronzo    |